# Thor (motorfiets)
| Thor 500 cc AIV uit 1909          |
| Thor Model CM 500 cc AIV uit 1911 |

Thor is een historisch Amerikaans merk van motorfietsen.
Volledige bedrijfsnaam: AMC: Aurora Automatic Machine and Tool Company, Thor Motorcycle and Bicycle Company, Thor Motorcycle Company, Aurora, Illinois, later Aurora Pneumatic Tool Company of Chicago, Illinois (1903-1919)
Dit was een Amerikaanse fabriek die eerst (vanaf 1901) motorblokken voor andere merken – waaronder alle blokken voor de eerste Indians – maakte. Deze blokken waren ontwikkeld door Oscar Hedström van Indian. De overproductie van de Indian-blokken mocht AMC verkopen maar men mocht geen complete motorfietsen produceren.
In 1903 werd het bedrijf Thor Motorcycle en Bicycle Company opgericht. Officieel leverde men alleen maar onderdelen, maar in de catalogus stond wel een "motorcycle assembled from Thor components". Deze motorfiets had het merk Thor op de tank staan. Vanaf dat moment leverden verschillende dealers Thor-motorfietsen die ze zelf in elkaar gezet hadden. Dit is dus het moment dat het merk Thor op de markt verschijnt. Omdat Thor onderdelen leverde, ontstonden er verschillende "Thor-klonen", zoals Reading Standard, Rambler, Merkel, Apache, Racycle, Manson en later Sears en Torpedo.
In 1907 ging Indian eigen blokken maken en opende Thor een eigen dealernetwerk. De machines hadden 6- en 9 pk eencilinders en V-twins van goede kwaliteit.
In 1919 verscheen er wel een nieuwe catalogus maar de modellen waren hetzelfde als in 1918. In 1920 werd de productie van motorfietsen gestopt. In Europa bleef Thor vrijwel onbekend, omdat het pas in 1915 op de markt kwam.